# Англо-французька угода (1904)
Англо-французька угода, 1904 або Entente cordiale (фр. вимова: [ɑ̃tɑ̃t kɔʁdjal]) — низка угод підписаних 8 квітня 1904, між Сполученим Королівством та Французькою Республікою. Крім насущних потреб колоніального розширення, підписання Entente cordiale поклало кінець майже тисячоліттю конфліктів між двома націями, і розпочало мирне співіснування. Entente cordiale, поряд з англо-російською угодою (Anglo-Russian Entente) і франко-російським союзом, пізніше стали частиною угод (Антанти) між Великою Британією, Францією та Росією.

## Історія

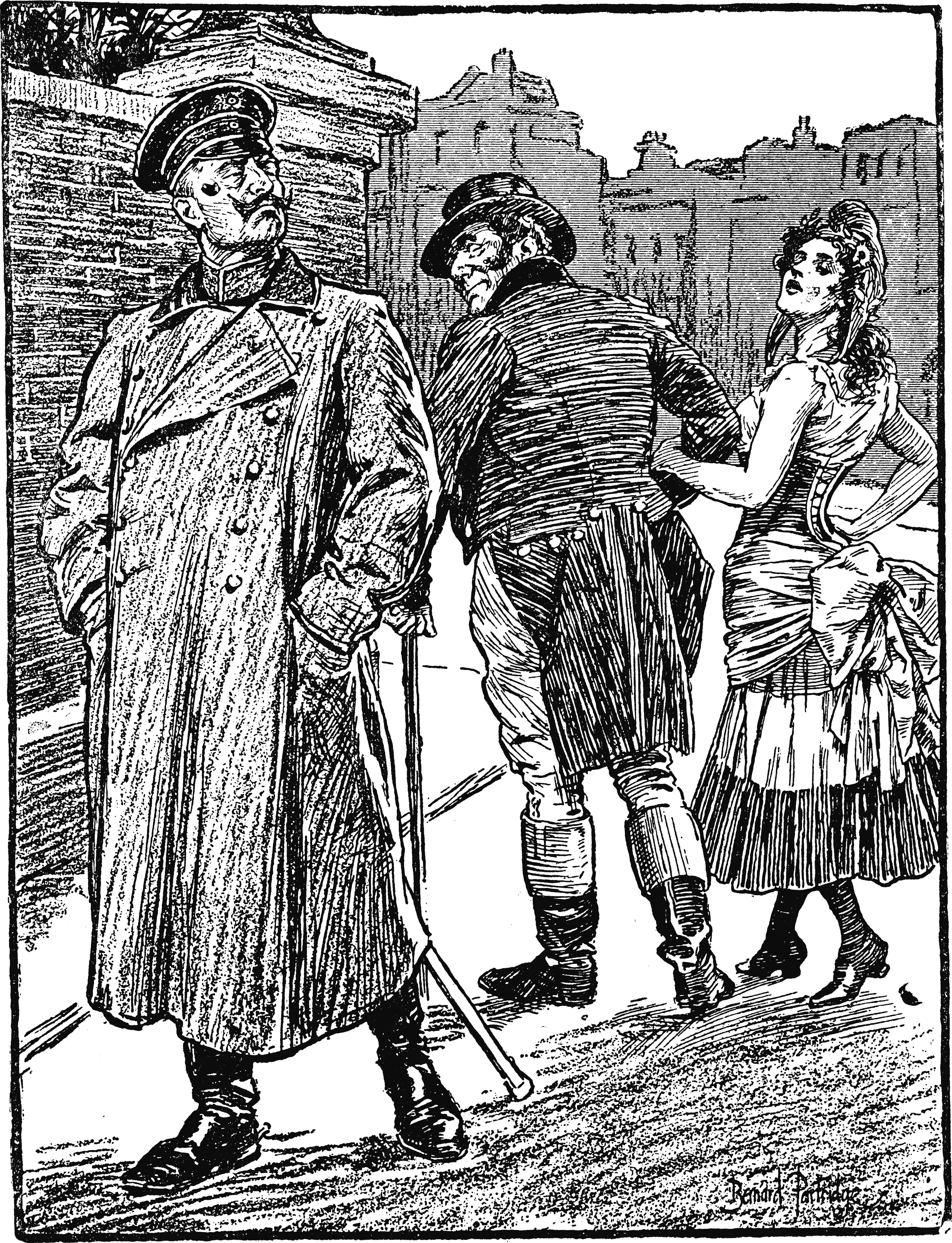
Карикатура на Entente cordiale від Punch, Джон Булль прямує з блудницею Маріанною (підкреслюється, що це Франція, сукнею -трикольором), повернувшись спиною до кайзера. Кінчик піхов кавалерійської шаблі виступають з-під військового пальто Німеччини, що означає потенціал вдаватися до сили.

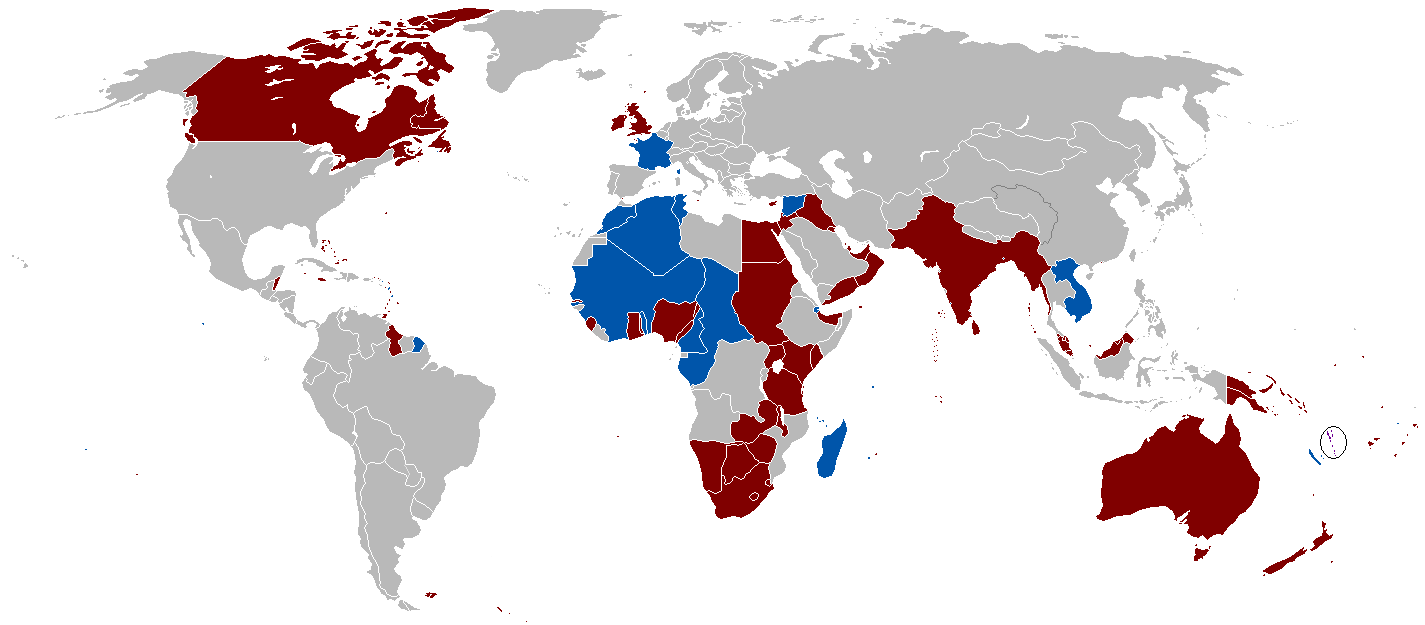
Британська і французька колоніальні імперії досягли свого піку після Першої світової війни, віддзеркалення влади цього нового альянсу.

Французький термін Entente cordiale (зазвичай перекладається як «сердечна угода» або «сердечне порозуміння») було вперше використано в Англії у 1844 (відповідно до OED) для позначення спільних інтересів між Сполученим Королівством і Францією. При використанні сьогодні термін майже завжди позначає письмові та частково таємні угоди, підписані в Лондоні між двома державами, 8 квітня 1904 року.
Угода змінила стан обох країн. Франція була ізольована від інших європейських держав, головним чином в результаті зусиль канцлера Німеччини Отто фон Бісмарка до відчуження Франції від потенційних союзників, він вважав, що Франція може помститися за свою поразку у Франко-прусській війні 1870-71. Сполучене Королівство дотримувалось політики «блискучої ізоляції» на європейському континенті протягом майже століття, втручаючись у справи континентального тільки тоді, коли було визнано необхідним для захисту британських інтересів і підтримки континентального балансу сил. Ситуація для обох країн змінилося в 1890-х.
Зміни мали свої корені у важкій перемозі Британії в Другій англо-бурській війні, і зростаючих побоюваннях, що країна буде ізольовано в обличчі потенційно агресивної Німеччини. Вже в березні 1881 року, французький державний діяч Леон Мішель Гамбетта і тодішній принц Уельський, Альберт Едуард, зустрілися в Шато де Бретейль, щоб обговорити союз проти Німеччини. Проте боротьба за Африку перешкодила примиренню країн. За ініціативою міністра колоній Джозефа Чемберлена, у 1898 — 1901 роках відбулися три раунди англо-німецьких переговорів. Після того як Альберт Едуард став королем Едуардом VII , він відмовився приєднатися до Троїстого союзу, перервав переговори з Берліном, і відродив ідею англо-французького союзу.
Коли мала вибухнути Російсько-японська війна, Франція і Велика Британія виявилися на межі втягнення в конфлікт на боці своїх союзників. Франція мала союз з Росією, а Велика Британія нещодавно підписала створення англо-японського союзу.

## Підписані документи

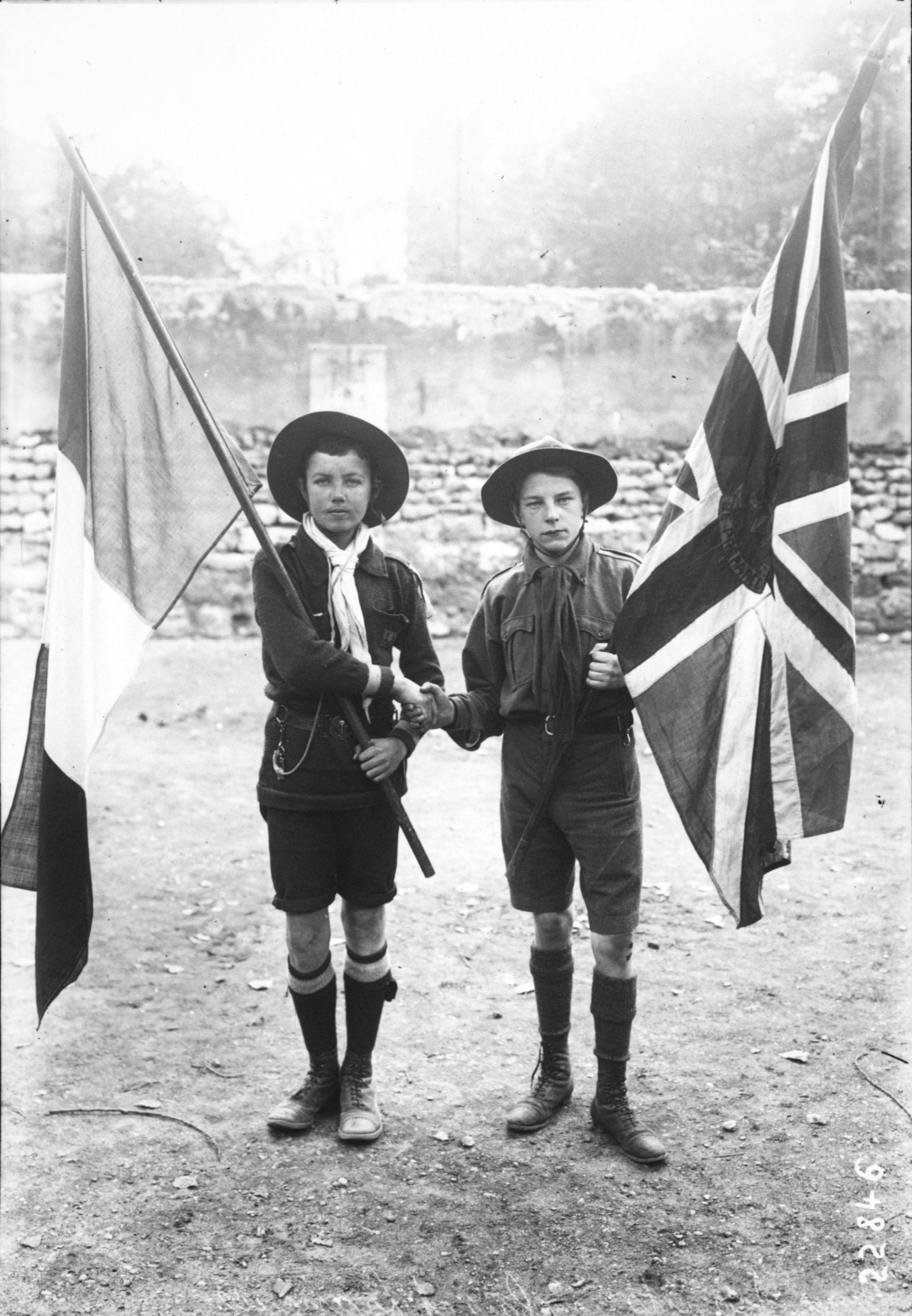
Французькі та британські скаути зі своїми національними прапорами тиснуть один одному руки. 1912

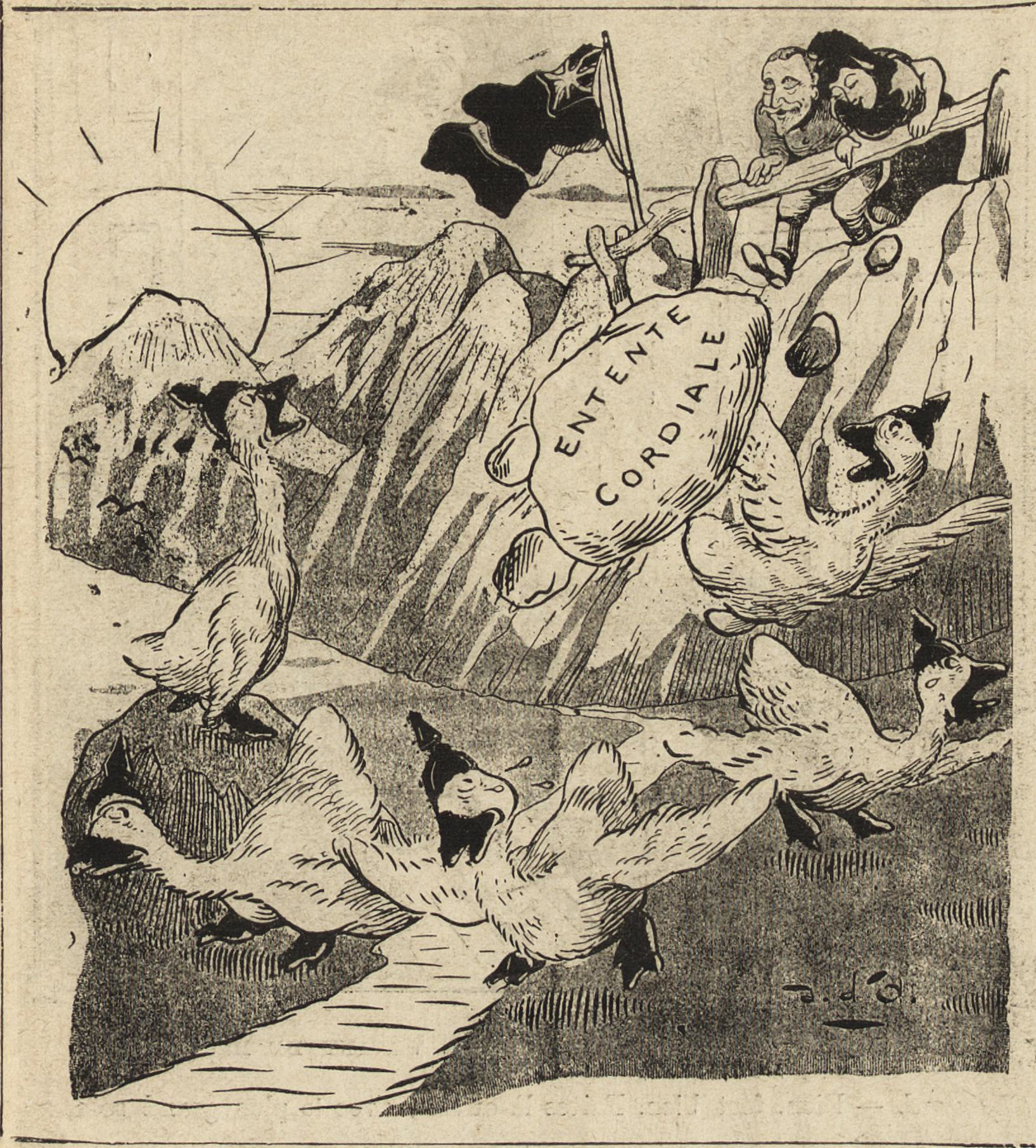

Договір складався з трьох документів:
- Перший і найважливіший документ була декларація розмежування сфер впливу в Єгипті і Марокко. В обмін на визнання французького впливу у Марокко, Франція обіцяла не «заважати» Британським діям в Єгипті. Вільний прохід через Суецький канал був гарантований кораблям Франції, надати чинності Константинопольській конвенції і заборона зведення укріплень на марокканському узбережжі. Договір містив таємні додатки, що стосувались можливості змін в адміністрації однієї з двох країн.
- Другий документ розглядав стан справ у Ньюфаундленді, Західній і Центральній Африці. Франція відмовилися від своїх прав (що випливають з Утрехтського договору) на західне узбережжя Ньюфаундленду, хоча вона зберегли право на рибальство вздовж узбережжя. У свою чергу, Британія надала Франції місто Ярбутенда (поблизу сучасного кордону між Сенегалом і Гамбією) і Іль-де-Лос (частина сучасної Гвінеї). Додаток визначав кордон між французькими та британськими володіннями на схід від річки Нігер (наразі Нігер і Нігерія).
- У заключній декларації вирішувались питання по Сіаму (Таїланд), Мадагаскару і Новим Гебридам (Вануату). У Сіамі, Британія визнала сферу впливу Франції на схід від сточища річки Менам, у свою чергу, Франція визнала британський вплив на терені на захід від сточища Менам. Обидві сторони заперечують будь-яку ідею анексії сіамської території. Британія зняла свої заперечення проти введення французького мита на Мадагаскарі. Сторони погодилися прийти до угоди, яка б «поклала кінець труднощям, пов'язаним з відсутністю юрисдикції щодо вихідців з Нових Гебрид».

## Ресурси Інтернету
- Offizielle Webseite des Institut Entente cordiale [Архівовано 1 квітня 2022 у Wayback Machine.]
- 1914–18 – Die Entente [Архівовано 19 липня 2006 у Wayback Machine.]